# Heleia javanica
Heleia javanica é uma espécie de ave da família Zosteropidae.
É endémica da Indonésia.